# Аеросинузитис
Аеросинузитис, (лат.Sinusitis barothraumatica) баросинузитис, баротраума синуса, је болна упала синуса, понекад праћена крварењем слузокоже параназалних шупљина, најчешће, у чеоном (фронталном) синусу, узрокована разликом у притиску ваздуха унутар и изван параназалних шупљина.

## Епидемиологија
Трогодишња студија спроведена код 111 болесника који су лечени 2394 пута рутинском хипербаричном оксигенотерапијом у барокомори показала је да је укупна стопа баротраума ува и синуса 3,05 случајева на 100 третмана. Већина симптома догодила се током почетна три третмана уз минималано повећање притиска. Баротраума синуса у овом истраживању регистрована је у 5% а баротраума ува у 95% случајева. Основна болест због које су лечени болесници ХБОТ није била од утицаја на појаву аеросинузита.
У истраживањима која је спровео Camppbell, код пилота после тренаже у барокомори појава аеросинузита износи око 3%.

## Локализација промена
Код већине болесника баротраума синуса јавља се у чеоном синусу (лат. Sinus frontalis), уз бол изнад слепоочница у чеоном подручју. Могуће објашњење за то може бити релативно дуг и мали промер носнождрелног канала који повезује носну шупљину са чеоним синусом.
Баротраума може настати и у максиларном или етмоидалном синусу али истовремено може захватити и све параназалне шупљине.

## Патофизиологија
Параназални синуси (лат. sinus paranasales) су шупљине испуњене ваздухом смештене унутар костију лица и лобање. Оне комуницирају са носном дупљом путем отвора (лат. orifitium) или канала (лат. ductus) и обложене су веома танком слузокожом. Ушће које повезује шупњину носа са одговарајућим параназалним синусом у нормалним условима је отворено и кроз њега се изједначава разлика притисак ваздуха у синусу и околној атмосфери.
Аеросинузитис спада у групу баротрауматских повреда шупљих органа и ткива, узроковану разликом притиска између гасом испуњеног простора у телу (у овом случају параназалних шупљина-синуса)и ваздушног или воденог простора око тела у току успона или силаска.
До оштећења у органима испуњеним ваздухом долази јер са променом притиска у простору око тела настаје и промене притиска гаса унутар тела. Како би се супротставио промени наш организам током повећања притиска у спољној средини, смањује волумен гаса у ваздушни шупљинама тела, да би током пада притиска у амбијенту, дошло до раста притисака и повећања волумена гаса у унутрашњим ваздушним просторима уз његово настојање да изађе из њих у спољну средину. Уколико у параназалним шупљинама постоји било какав препрека његовој елиминацији, ваздух постаје заробљен и узрокује оштећења околног ткива.
Када се препрека уредној вентилацији налази у пределу спољњег ушћа синуса, (код особе која се нађе у условима смањеног барометарског притиска), релативни барометарски притисак ваздуха у синусима расте и врши притисак на зидове синуса, због чега се јавља осећај јаког притиска и бола. Уколико тако повећан притисак успе да савлада препреку и помери је према носној шупљини, притисак се изједначава а све тегобе престају.
Када је препрека у пределу спољњег ушћа а особа је изложена повећању барометарског притиска, притисак у синусима се смањује, и врши притисак на препреку уз спољње ушће синуса и не дозвољава изједначавање притиска, што доводи до појаве аеросинуситиса. Негативан притисак настоји да привуче слузокожу према средини синуса уз тежњу да је одлепи од коштане подлоге, што прате неуроциркулаторни поремећаји и јак бол.
Када је препрека у пределу унутрашњег ушћа синуса, а особа је изложена смањењу барометарског притиска, у синусу расте притисак ваздуха, који препреку притиска према унутрашњем ушћу и онемогућава изједначавање разлике притиска. Повећани притисак у синусу притиска слузокожу уз коштану подлогу, па ће због настанка позитивне баротрауме, настати аеросинузитис.
Када је препрека у пределу унутрашњег ушћа синуса, а особа је изложена повећању барометарског притиска, у синусу се смањује притисак ваздуха, који препреку настоји да одвоји од унутрашњег ушћа. Померање препреке према шупљини синуса омогућиће повећаном спољњем притиску да из носа уђе у синус. Уколико се притисци изједначе до појаве аеросинусита неће доћи.
У већини случајева аеросинузитис узрокована је акутним инфекцијама горњих дисајних путева. Величина разлике притиска потребна за изазивање баротрауме показује велике индивидуалне варијације и односи се на величину отвора синуса и брзину промене притиска. Због тога, чак и комерцијално летење код појединих путника може изазвати озбиљне баротрауматске поремећаје, мада се то дешава код авиона са недовољном или неисправном херметизацијом кабине.
Ушћа параназалних синуса могу бити делимично или потпуно затворена:
- отоком слузокоже, код разних акутних и хроничних упала,
- повећаним носним шкољкама,
- јаким искривљењем носне преграде,
- полипима у носу и паранзалним синусима,
- сезонском алергијом, са отоком слузокоже синуса и носа,
- осталим алергијама горњих дисајних путева.

Баротраума синуса се обично догађа код следећих активности;
- Подводног роњења,
- У току слетања или полетања код путничких и других авиона,
- У хипербаричним и хипобаричним барокоморам (за време лечења и боравка у њима),
- За време радова у кесонима, пресуризованим тунелима, рудницима и
- Подморичарству (за време обуке „слободног изроњавања“ ).

## Клиничка слика и дијагноза
Појави аеросинузитиса обично претходи нека од акутних или хроничних инфекције горњих дисајних путева или алергија.
Оболела особа у анамнези наводи нагли оштар бол у пределу лица или главобољу током зароњавања или изроњавања, слетања авиона или у завршној фази третмана у барокомори (фаза декомпресије), који се појачава како је авион ближе приземљењу, ронилац ближе површини воде итд.
Болови при крају наведених активности могу и престати ако дође до изједначавања притиска у синусима са околним притиском.
Разлику притиска може узроковати мукоцела оток слузокоже синуса и присуство серозног гнојног или крвавог садржаја који испуњава простор у синусима.
У већини случајева код аеросинузитиса тегобе су локализовани у подручју чела и изнад обрва, као доминирајући симптом због болова из чеоног синуса. Бол се може јавити и у потиљку или иза очних јабучица. Епистакса (крварење из носа) или серозносукрвичава секреција из носа такође је пропратна појава.
Аеросинузит може бити праћен и неуролошким симптомима ако су запаљењским процесом захваћени суседни пети кранијални али и инфраорбитални живац, да би у каснијој фази болести (када се развија класична упала синуса ) прерастао у класично запаљење синуса са следећом симптоматологијом:
- Болови и притисак око очију
- Болови у пределу носа и чела
- Непријатан осећај затезања у горњим зубима
- Температура и грозница
- Оток у пределу лица
- Отежано дисање или запушеност носа
- Губитак осећаја мириса
- Жути или зелени исцедак
- Црвенило коже око носа и очију
- Болови у виду жарења у грлу због сливања секрета у току ноћи
- Алергије

### Степен промена
Степен промена код аеросинузитиса према симптоматологији дели се у три нивоа; .
- Први степен карактеришу благе пролазне тегобе без видљивих промена на рендгену,
- Други степен карактеришу тешки болови у наредних 24. сата, са задебљањем слузокоже синуса што се види на рендгену,
- Трећи степен карактеришу јаки болови у трајању за више од 24. сата, а на рендгену се констатују озбиљне промене, појава секрета и задебљање слузокоже синуса. Накнадно се може јавити крварење из носа и акутна упала синуса.

## Терапија
Код блажих облика аеросинузит се мора одмах третирати капима за нос (деконгестиони лекови), аналгетицима и према потреби осталом симтоматском терапијом.
Тежи случајеви или случајеви отпорни на локалну терапију, санирају се неком од ендоскопскопских хируршких метода, како би поново успоставио одвод накупљеног секрета и омогућило проветравање синуса. Третман је показао добре резултате код пилота који периодично пате од аеросинузита.
Од осталих метода у лечењу аеросинузитиса примењује се испирање синуса (млаким стерилним раствором), и вакуум пумпом дренажа секрета.
Поред напред наведене терапије код тежих облика аеросинузитиса примењују се и антибиотици (према антибиограму).